# Encyrtus bedfordi
Encyrtus bedfordi är en stekelart som beskrevs av Annecke 1963. Encyrtus bedfordi ingår i släktet Encyrtus och familjen sköldlussteklar. Inga underarter finns listade i Catalogue of Life.